# Giải vô địch bóng đá U-16 Đông Nam Á 2016
Giải vô địch bóng đá U-16 Đông Nam Á năm 2016 (tiếng Anh: 2016 AFF U-16 Championship) là mùa giải thứ 11 của Giải vô địch bóng đá U-16 Đông Nam Á, giải vô địch bóng đá trẻ quốc tế hàng năm do Liên đoàn bóng đá Đông Nam Á tổ chức cho các cầu thủ nam dưới 16 tuổi đội tuyển quốc gia ở khu vực Đông Nam Á. Campuchia, đã được lựa chọn là nước chủ nhà và lần thứ ba kể từ Giải vô địch bóng đá U-17 Đông Nam Á 2007 và Giải vô địch bóng đá U-16 Đông Nam Á 2015
Có tổng cộng 11 đội tham dự thi đấu, Hiệp hội bóng đá Indonesia đã bị cơ quan quản lý bóng đá thế giới FIFA đình chỉ vì sự can thiệp của chính phủ vào giải đấu quốc gia của quốc gia Đông Nam Á vào ngày 30 tháng 5 năm 2015 nhưng điều này đã được bãi bỏ vào ngày 13 tháng 5 năm 2016.  Tuy nhiên, Indonesia đã rút khỏi giải đấu. Các cầu thủ sinh vào hoặc sau ngày 1 tháng 1 năm 2000 đủ điều kiện tham gia giải đấu. Mỗi đội có thể đăng ký tối đa 23 cầu thủ (tối thiểu ba trong số đó phải là thủ môn).

## Các đội tuyển
Tất cả 12 đội tuyển từ hiệp hội thành viên của Liên đoàn bóng đá Đông Nam Á có đủ điều kiện cho giải đấu được chia thành ba bảng bốn đội, nhưng với việc Indonesia bị đình chỉ, AFF chuyển thành hai bảng gồm sáu và năm đội.
| Đội tuyển   | Hiệp hội         | Tham dự | Thành tích tốt nhất lần trước                  |
| ----------- | ---------------- | ------- | ---------------------------------------------- |
| Thái Lan    | HHBĐ Thái Lan    | 6 lần   | Vô địch (2007, 2011, 2015)                     |
| Việt Nam    | LĐBĐ Việt Nam    | 9 lần   | Vô địch (2006, 2010)                           |
| Campuchia   | LĐBĐ Campuchia   | 7 lần   | Vòng bảng (2002, 2005, 2007, 2008, 2013, 2015) |
| Brunei      | HHBĐ Brunei      | 5 lần   | Vòng bảng (2002, 2007, 2013, 2015)             |
| Úc          | LĐBĐ Úc          | 5 lần   | Á Quân (2013)                                  |
| Lào         | LĐBĐ Lào         | 9 lần   | Á Quân (2002, 2007, 2011)                      |
| Malaysia    | HHBĐ Malaysia    | 8 lần   | Vô địch (2013)                                 |
| Myanmar     | LĐBĐ Myanmar     | 8 lần   | Vô địch (2002, 2005)                           |
| Philippines | LĐBĐ Philippines | 5 lần   | Vòng bảng (2002, 2011, 2013, 2015)             |
| Singapore   | HHBĐ Singapore   | 7 lần   | Hạng tư (2008, 2011)                           |
| Đông Timor  | LĐBĐ Đông Timor  | 4 lần   | Hạng ba (2010)                                 |

## Địa điểm
Giải đấu được tổ chức ở 2 địa điểm thuộc Sân vân động Olympic và Sân vân động Quân đội Phnom Penh ở Phnôm Pênh. Bảng A được tổ chức ở Sân vân động Olympic và Sân vân động Quân đội Phnom Penh, bảng B được tổ chức ở Sân vân động Olympic và các trận thuộc vòng loại trực tiếp sẽ tô chức ở Sân vân động Olympic.
| Phnôm Pênh           | Phnôm Pênh                                                                           | Phnôm Pênh                       |
| -------------------- | ------------------------------------------------------------------------------------ | -------------------------------- |
| Sân vân động Olympic | Phnôm Pênh Vị trí các sân vận động tổ chức Giải vô địch bóng đá U-16 Đông Nam Á 2016 | Sân vân động Quân đội Phnom Penh |
| Sức chứa: 50,000     | Phnôm Pênh Vị trí các sân vận động tổ chức Giải vô địch bóng đá U-16 Đông Nam Á 2016 | Sức chứa: 7,000                  |
|                      | Phnôm Pênh Vị trí các sân vận động tổ chức Giải vô địch bóng đá U-16 Đông Nam Á 2016 |                                  |

## Lịch trình và hạt giống
ngThe following groups were drawn at the AFF Council meeting in Đà Nẵng, Việt Nam on 13 March 2016.

### Gieo hạt giống
Hạt giống đợc xếp theo giải Giải vô địch bóng đá U-16 Đông Nam Á 2015 (shown in parentheses below)The 12 teams are seeded into Six pots:
- Pot 1 gồm các đội được xếp hạng 1–2.
- Pot 2 gồm các đội được xếp hạng 3–4.
- Pot 3 gồm các đội được xếp hạng 5–6.
- Pot 4 gồm các đội được xếp hạng 7–8.
- Pot 5 gồm các đội được xếp hạng 9–10.
- Pot 6 gồm đội xếp thứ 11.

ach group is contain one team from each of the six pots.

| VT | Đội         | ST | T | H | B | BT | BB | HS  | Đ  |
| -- | ----------- | -- | - | - | - | -- | -- | --- | -- |
| 1  | Thái Lan    | 7  | 6 | 0 | 1 | 16 | 4  | +12 | 18 |
| 2  | Myanmar     | 6  | 4 | 0 | 2 | 10 | 8  | +2  | 12 |
|    |             |    |   |   |   |    |    |     |    |
| 3  | Úc          | 6  | 5 | 0 | 1 | 36 | 9  | +27 | 15 |
| 4  | Lào         | 7  | 4 | 1 | 2 | 12 | 15 | −3  | 13 |
|    |             |    |   |   |   |    |    |     |    |
| 5  | Đông Timor  | 4  | 1 | 1 | 2 | 7  | 9  | −2  | 4  |
| 6  | Singapore   | 4  | 1 | 1 | 2 | 7  | 12 | −5  | 4  |
|    |             |    |   |   |   |    |    |     |    |
| 7  | Campuchia   | 4  | 1 | 1 | 2 | 1  | 7  | −6  | 4  |
| 8  | Malaysia    | 4  | 1 | 0 | 3 | 3  | 8  | −5  | 3  |
|    |             |    |   |   |   |    |    |     |    |
| 9  | Việt Nam    | 4  | 0 | 2 | 2 | 4  | 7  | −3  | 2  |
| 10 | Brunei      | 4  | 0 | 0 | 4 | 2  | 11 | −9  | 0  |
|    |             |    |   |   |   |    |    |     |    |
| 11 | Philippines | 4  | 0 | 0 | 4 | 3  | 16 | −13 | 0  |

### Hạt giống
| Pot 1                    | Pot 2          | Pot 3                        | Pot 4                      | Pot 5                    | Pot 6            |
| ------------------------ | -------------- | ---------------------------- | -------------------------- | ------------------------ | ---------------- |
| Thái Lan (1) Myanmar (2) | Úc (3) Lào (4) | Đông Timor (5) Singapore (6) | Campuchia (7) Malaysia (8) | Việt Nam (9) Brunei (10) | Philippines (11) |

## Vòng bảng
Hai đội đứng đầu mỗi bảng sẽ giành quyền vào vòng bán kết.
Tiêu chí xếp hạng
Các đội được xếp hạng dựa trên tổng điểm (thắng: 3 điểm, hòa: 1 điểm, thua: 0 điểm). Nếu có hai hoặc nhiều đội bằng điểm nhau, các tiêu chí sau sẽ được áp dụng theo thứ tự:
1. Hiệu số bàn thắng – bại trong tất cả các trận vòng bảng;
2. Số bàn thắng ghi được nhiều hơn trong tất cả các trận vòng bảng;
3. Kết quả đối đầu trực tiếp giữa các đội có cùng điểm;
4. Sút luân lưu 11m, nếu các đội còn ở trên sân thi đấu tại thời điểm cần phân định thứ hạng;
5. Điểm Fair Play thấp nhất (dựa trên số thẻ phạt);
6. Bốc thăm

- Tất cả các trận đấu được tổ chức tại thủ đô Phnôm Pênh, Campuchia.
- Giờ thi đấu được tính theo giờ địa phương, UTC+7.

### Bảng A
| VT | Đội         | ST | T | H | B | BT | BB | HS  | Đ  | Giành quyền tham dự |
| -- | ----------- | -- | - | - | - | -- | -- | --- | -- | ------------------- |
| 1  | Việt Nam    | 5  | 4 | 1 | 0 | 17 | 4  | +13 | 13 | Knockout stage      |
| 2  | Úc          | 5  | 3 | 1 | 1 | 21 | 7  | +14 | 10 | Knockout stage      |
| 3  | Myanmar     | 5  | 2 | 1 | 2 | 9  | 8  | +1  | 7  |                     |
| 4  | Malaysia    | 5  | 2 | 1 | 2 | 6  | 12 | −6  | 7  |                     |
| 5  | Singapore   | 5  | 1 | 0 | 4 | 6  | 16 | −10 | 3  |                     |
| 6  | Philippines | 5  | 0 | 2 | 3 | 6  | 18 | −12 | 2  |                     |

| Myanmar            | 1–1      | Úc           |
| ------------------ | -------- | ------------ |
| Hein Htet Aung 66' | Chi tiết | Italiano 69' |

| Philippines  | 1–3      | Singapore                                                |
| ------------ | -------- | -------------------------------------------------------- |
| Tacardon 82' | Chi tiết | - Rezza Rezky 24' - Joel Chew 51' - Syahadat Masnawi 64' |

| Malaysia | 0–3      | Việt Nam                                                                |
| -------- | -------- | ----------------------------------------------------------------------- |
|          | Chi tiết | - Nguyễn Khắc Khiêm 6' - Nguyễn Trọng Long 68' - Nguyễn Hữu Thắng 90+4' |

| Việt Nam                                                                | 3–0      | Úc |
| ----------------------------------------------------------------------- | -------- | -- |
| - Uông Ngọc Tiến 18' (ph.đ.) - Trần Văn Đạt 28' - Nguyễn Khắc Khiêm 78' | Chi tiết |    |

| Singapore          | 1–4      | Myanmar                                                          |
| ------------------ | -------- | ---------------------------------------------------------------- |
| Daniel Matin 90+2' | Chi tiết | - Aung Wanna Soe 13', 40' - Win Naing Tun 42' - Ye Yint Aung 81' |

| Philippines                 | 2–2      | Malaysia             |
| --------------------------- | -------- | -------------------- |
| - Tacardon 34' - Wilson 44' | Chi tiết | Alif Safwan 30', 46' |

| Singapore | 0–2      | Malaysia                                                 |
| --------- | -------- | -------------------------------------------------------- |
|           | Chi tiết | - Aiman Zaidi 15' - Faris Zabri 21' - Izreen Izwandy 70' |

| Myanmar            | 1–5      | Việt Nam                                                                                         |
| ------------------ | -------- | ------------------------------------------------------------------------------------------------ |
| Htet Phyoe Wai 15' | Chi tiết | - Nguyễn Khắc Khiêm 33' - Nguyễn Hữu Thắng 45', 79' - Nguyễn Trọng Long 52' - Uông Ngọc Tiến 64' |

| Úc                                                                         | 7–0      | Philippines |
| -------------------------------------------------------------------------- | -------- | ----------- |
| - Seldon 9' - Muratovic 27', 88', 90+3' - King 36' - Moric 53' - Brook 80' | Chi tiết |             |

| Việt Nam                                                              | 3–3      | Philippines                                 |
| --------------------------------------------------------------------- | -------- | ------------------------------------------- |
| - Nguyễn Trọng Long 45+1' - Nguyễn Khắc Khiêm 62' - Vũ Quang Độ 90+3' | Chi tiết | - Maquiling 27' - Tacardon 73' (ph.đ.), 81' |

| Úc                                                             | 6–2      | Singapore                        |
| -------------------------------------------------------------- | -------- | -------------------------------- |
| - Muratovic 31', 76' - Brook 57', 67' - Selden 58' - Moric 89' | Chi tiết | - Rezza Rezky 45+2' - Mahler 55' |

| Malaysia                                       | 1–0      | Myanmar |
| ---------------------------------------------- | -------- | ------- |
| - Izreen Izwandy 20' 65' - Nizaruddin Jazi 85' | Chi tiết |         |

| Singapore | 0–3      | Việt Nam                                                              |
| --------- | -------- | --------------------------------------------------------------------- |
|           | Chi tiết | - Vũ Đình Hai 13' - Nguyễn Hữu Thắng 25' - Nguyễn Trần Việt Cường 59' |

| Myanmar                                                   | 3–0      | Philippines |
| --------------------------------------------------------- | -------- | ----------- |
| - Win Naing Tun 60' - Bo Bo Aung 67' - Hein Htet Aung 81' | Chi tiết |             |

| Úc                                                          | 7–1      | Malaysia            |
| ----------------------------------------------------------- | -------- | ------------------- |
| - Italiano 4', 83' - Roberts 48', 59', 66', 73' - Brook 63' | Chi tiết | Nizaruddin Jazi 29' |

### Bảng B
| VT | Đội           | ST | T | H | B | BT | BB | HS  | Đ  | Giành quyền tham dự |
| -- | ------------- | -- | - | - | - | -- | -- | --- | -- | ------------------- |
| 1  | Thái Lan      | 4  | 4 | 0 | 0 | 12 | 0  | +12 | 12 | Knockout stage      |
| 2  | Campuchia (H) | 4  | 3 | 0 | 1 | 8  | 7  | +1  | 9  | Knockout stage      |
| 3  | Lào           | 4  | 1 | 1 | 2 | 6  | 6  | 0   | 4  |                     |
| 4  | Đông Timor    | 4  | 1 | 1 | 2 | 4  | 7  | −3  | 4  |                     |
| 5  | Brunei        | 4  | 0 | 0 | 4 | 0  | 10 | −10 | 0  |                     |

| Brunei | 0–3      | Đông Timor                                    |
| ------ | -------- | --------------------------------------------- |
|        | Chi tiết | - Ximenes 26' - Da Conceicao 43' - Gusmao 50' |

| Campuchia                          | 3–1      | Lào          |
| ---------------------------------- | -------- | ------------ |
| - Chanthea 42', 71' - Kakada 45+1' | Chi tiết | Bounkong 82' |

| Đông Timor | 0–3      | Thái Lan                                        |
| ---------- | -------- | ----------------------------------------------- |
|            | Chi tiết | - Peerapat 2' - Korawich 9' - Reis 45+1' (l.n.) |

| Brunei | 0–2      | Campuchia           |
| ------ | -------- | ------------------- |
|        | Chi tiết | Sopheaktra 38', 76' |

| Thái Lan  | 1–0      | Brunei |
| --------- | -------- | ------ |
| Arnon 20' | Chi tiết |        |

| Lào          | 1–1      | Đông Timor              |
| ------------ | -------- | ----------------------- |
| Bounkong 86' | Chi tiết | Keodoungdeth 25' (l.n.) |

| Brunei | 0–4      | Lào                                      |
| ------ | -------- | ---------------------------------------- |
|        | Chi tiết | - Bounkong 4', 83' - Inthapanya 11', 43' |

| Campuchia | 0–6      | Thái Lan                                                                    |
| --------- | -------- | --------------------------------------------------------------------------- |
|           | Chi tiết | - Korawich 40', 90' - Sumana 53' (ph.đ.) - Peerapat 68' - Jinnawat 73', 83' |

| Lào | 0–2      | Thái Lan                        |
| --- | -------- | ------------------------------- |
|     | Chi tiết | - Nititorn 35' - Jinnawat 90+1' |

| Đông Timor | 0–3      | Campuchia                   |
| ---------- | -------- | --------------------------- |
|            | Chi tiết | - Safy 6' - Piseth 55', 59' |

## Vòng đấu loại trực tiếp
Ở vòng đầu loại trực tiếp, loạt sút luân lưu được dùng để xác định đội nào đi tiếp nếu cần thiết (hiệp phụ sẽ không dùng đến).

### Sơ đồ
|  | Semi-finals          | Semi-finals |                      |       | Final | Final |
|  |                      |             |                      |       |       |       |
|  | 21 July – Phnôm Pênh |             |                      |       |       |       |
|  |                      |             |                      |       |       |       |
|  | Việt Nam             | 1           |                      |       |       |       |
|  | Việt Nam             | 1           | 23 July – Phnôm Pênh |       |       |       |
|  | Campuchia            | 0           |                      |       |       |       |
|  | Campuchia            | 0           | Việt Nam             | 3 (3) |       |       |
|  | 21 July – Phnôm Pênh |             | Việt Nam             | 3 (3) |       |       |
|  |                      | Úc (p)      | 3 (5)                |       |       |       |
|  | Thái Lan             | Úc (p)      | 3 (5)                | 3 (3) |       |       |
|  | Thái Lan             |             |                      | 3 (3) |       |       |
|  | Úc (p)               | 3 (5)       |                      |       |       |       |
|  | Úc (p)               | 3 (5)       | Third place match    |       |       |       |
|  |                      |             |                      |       |       |       |
|  | 23 July – Phnôm Pênh |             |                      |       |       |       |
|  |                      |             |                      |       |       |       |
|  | Campuchia            | 0           |                      |       |       |       |
|  | Campuchia            | 0           |                      |       |       |       |
|  | Thái Lan             | 3           |                      |       |       |       |

### Bán kết
| Thái Lan                                 | 3–3      | Úc                                           |
| ---------------------------------------- | -------- | -------------------------------------------- |
| - Peerapat 45+3', 47' - Korawich 62'     | Chi tiết | - D'Arrigo 29' - Roberts 57', 90+1'          |
| Loạt sút luân lưu                        |          |                                              |
| - Sumana - Sahassawas - Peerapat - Arnon | 3–5      | - Roberts - Brook - King - Pierias - Bafford |

| Việt Nam              | 1–0      | Campuchia |
| --------------------- | -------- | --------- |
| Nguyễn Khắc Khiêm 28' | Chi tiết |           |

### Trận tranh hạng ba
| Campuchia | 0–3      | Thái Lan                                  |
| --------- | -------- | ----------------------------------------- |
|           | Chi tiết | - Peerapat 13' - Kowawich 21' - Arnon 38' |

### Chung kết
| Việt Nam                                                                     | 3–3      | Úc                                              |
| ---------------------------------------------------------------------------- | -------- | ----------------------------------------------- |
| - Nguyễn Huỳnh Sang 36' - Nguyễn Trần Việt Cường 56' - Nguyễn Khắc Khiêm 77' | Chi tiết | - Roberts 58' (ph.đ.), 90+1' - Moric 83'        |
| Loạt sút luân lưu                                                            |          |                                                 |
| - Uông Ngọc Tiến - Vũ Quang Độ - Nguyễn Xuân Kiên - Nguyễn Huỳnh Sang        | 3–5      | - Pierias - Moric - Roberts - Valenti - Bafford |

## Nhà vô địch
| Giải vô địch bóng đá U-16 Đông Nam Á 2016 |
| ----------------------------------------- |
| · Úc · Lần lần thứ hai                    |

## Xếp hạng chung cuộc
g
As per statistical convention in football, matches decided in extra time are counted as wins and losses, while matches decided by penalty shoot-outs are counted as draws.

| VT | Đội           | ST | T | H | B | BT | BB | HS  | Đ  | Final result |
| -- | ------------- | -- | - | - | - | -- | -- | --- | -- | ------------ |
| 1  | Úc            | 7  | 3 | 3 | 1 | 27 | 13 | +14 | 12 | Champions    |
| 2  | Việt Nam      | 7  | 5 | 2 | 0 | 21 | 7  | +14 | 17 | Runners-up   |
| 3  | Thái Lan      | 6  | 5 | 1 | 0 | 18 | 3  | +15 | 16 | Third place  |
| 4  | Campuchia (H) | 6  | 3 | 0 | 3 | 8  | 11 | −3  | 9  | Fourth place |
|    |               |    |   |   |   |    |    |     |    |              |
| 5  | Lào           | 4  | 1 | 1 | 2 | 6  | 6  | 0   | 4  |              |
| 6  | Myanmar       | 5  | 2 | 1 | 2 | 9  | 8  | +1  | 7  |              |
| 7  | Malaysia      | 5  | 2 | 1 | 2 | 6  | 12 | −6  | 7  |              |
| 8  | Đông Timor    | 4  | 1 | 1 | 2 | 4  | 7  | −3  | 4  |              |
| 9  | Singapore     | 5  | 1 | 0 | 4 | 6  | 16 | −10 | 3  |              |
| 10 | Brunei        | 4  | 0 | 0 | 4 | 0  | 10 | −10 | 0  |              |
| 11 | Philippines   | 5  | 0 | 2 | 3 | 6  | 18 | −12 | 2  |              |

## Danh sách cầu thủ ghi bàn
8 bàn
- John Roberts

6 bàn
- Nguyễn Khắc Khiêm

5 bàn
- Mirza Muratovic
- Korrawit Tasa
- Peerapat Kaminthong

4 bàn
- Lachlan Brook
- Bounphachan Bounkong
- Fidel Tacardon
- Nguyễn Hữu Thắng

3 bàn
- Jacob Italiano
- Mark Moric
- Jinnawat Russamee
- Nguyễn Trọng Long

2 bàn
- Jaidon Seldon
- Sieng Chanthea
- Mao Piseth
- Sean Sopheaktra
- Nilan Inthapanya
- Muhammad Alif Safwan Sallahuddin
- Muhammad Nizaruddin Jazi
- Aung Wanna Soe
- Hein Htet Aung
- Win Naing Tun
- Rezza Rezky Ramadhani bin Jacobjan
- Arnon Prasongporn
- Nguyễn Trần Việt Cường
- Uông Ngọc Tiến

1 bàn
- Joel King
- Louis D'Arrigo
- Sin Kakada
- Yue Safy
- Muhammad Izreen Izwandy
- Muhammad Aiman Zaidi
- Bo Bo Aung
- Htet Phyoe Wai
- Ye Yint Aung
- Maquiling Leo Gabriel
- Robert Wilson
- Mohamed Daniel Matin Mohamad Azlan
- Mahler William
- Syahadat Masnawi
- Joel Chew Joon Herng
- Expedito Da Conceicao
- Osorio Gusmao
- Juvencio Ximenes
- Nititorn Supramarn
- Sumana Salapphet
- Nguyễn Huỳnh Sang
- Trần Văn Đạt
- Vũ Đình Hai
- Vũ Quang Độ

1 bàn phản lưới nhà
- Khampanhgna Keodoungdeth (với Timor-Leste)
- Nelson Reis (với Thái Lan)

## Bản quyền truyền hình
| Úc                                                                          |              |                              |
| Brunei                                                                      |              |                              |
| Campuchia                                                                   | MYTV         | Cambodian Television Network |
| Indonesia                                                                   |              |                              |
| Lào                                                                         |              |                              |
| Malaysia                                                                    |              |                              |
| Myanmar                                                                     | MWD          |                              |
| Philippines                                                                 |              |                              |
| Singapore                                                                   |              |                              |
| Thái Lan                                                                    | True Visions |                              |
| Đông Timor                                                                  |              |                              |
| Việt Nam                                                                    |              |                              |
| Các đài truyền hình phát sóng Giải vô địch U-16 Đông Nam Á 2016 tại khu vực |              |                              |
| Toàn châu Á                                                                 |              |                              |